# Christopher Marlowe
Christopher Marlowe (Canterbury, gedoopt op 26 februari 1564 – Deptford, 30 mei 1593) was een belangrijk Engels dichter en toneelschrijver. Hij was een tijdgenoot van William Shakespeare en koningin Elizabeth I.

## Levensloop
Marlowe werd geboren in Canterbury als de zoon van een schoenmaker, John Marlowe, en zijn vrouw Katherine Marlowe. Hij studeerde met een beurs in Cambridge en woonde vanaf ongeveer 1586 in Londen.
Na Cambridge trok hij naar Londen waar hij zich bij The Lord Admiral's Company onder leiding van de beroemde acteur Edward Alleyn vervoegde en toneelstukken begon te schrijven. Hij kende haast onmiddellijk succes en schijnt ook bevriend te zijn geweest met Thomas Kyd. Ook sir Walter Raleigh behoorde tot zijn vriendenkring en mensen als Thomas Harriot, de beroemde astronoom, en de toneelschrijver Matthew Royden kende hij goed.
Over zijn leven is niet veel bekend. Hij werd wel beschuldigd van atheïsme, maar mogelijk was hij alleen maar een vrijdenker. Het bevel voor zijn arrestatie was al uitgevaardigd toen hij bij een vechtpartij werd gedood. De omstandigheden waaronder dat gebeurde zijn niet duidelijk. Er bestaan verschillende versies van de gebeurtenis. Het zou een dronkemansgevecht in een kroeg zijn geweest, of een moord uit jaloezie. Marlowe zou in het huis van Eleanor Bull, een weduwe die een taverne in Deptford uitbaatte, ruzie gekregen hebben met een zekere Ingham Frizer. Een discussie over "the reckyninge" liep voor Marlowe fataal af. Mogelijk was het echter gewoon een ongeluk waarbij Marlowe zijn eigen dolk in zijn oog kreeg en onmiddellijk stierf. In ieder geval werd Frizer vrijgesproken, omdat hij uit zelfverdediging zou hebben gehandeld. Niet helemaal duidelijk is of deze uitspraak met de dood van Marlowe te maken heeft.

## Literaire carrière
Dido, Queen of Carthage (ca. 1587-1590) was Marlowes eerste toneelstuk. Het eerste dat ook opgevoerd werd op een Londens toneel was Tamburlaine over Timur de veroveraar, die het van eenvoudige herder tot gevreesd krijger brengt. Tamburlaine (Tamburlaine the Great) is een van de vroegste voorbeelden van toneelstukken waar gebruik wordt gemaakt van het blank vers. Samen met The Spanish Tragedy van Thomas Kyd wordt het algemeen beschouwd als het begin van de volwassen fase in het Elizabethaans theater. Tamburlaine was een succes; het werd opgevolgd door Tamburlaine Part II.
The Jew of Malta (ca. 1590) gaat over een Maltese jood die zich op een barbaarse wijze wil wreken op de stedelijke overheden. Dit stuk bevat ook een proloog door een personage dat Machiavelli voorstelt.
Edward the Second (1593) is een historisch stuk over de afzetting van koning Edward II door zijn baronnen die samenzweren met de koningin. Zij willen hiermee een einde maken aan de gunsten die de koning aan zijn favoriete hovelingen verleent en de invloed die ze op staatszaken hebben.
The Massacre at Paris (1593) is een kort en fel geschreven werk, waarschijnlijk een uit herinneringen opgebouwde reconstructie van de oorspronkelijke tekst. Hierin wordt het verhaal verteld van de gebeurtenissen die in 1572 plaatsvonden tijdens de Bartholomeusnacht in Frankrijk, waar de Hugenotenoorlogen tussen katholieken en protestanten het land verscheurden. Engelse protestanten voerden dit aan als het schandelijkste voorbeeld van katholiek verraad. Marlowe voert hier een 'Engelse agent' ten tonele die later met hemzelf werd geïdentificeerd. Er circuleerden in die tijd immers geruchten over Marlowes contacten met de geheime dienst. Samen met The Tragical History of Doctor Faustus wordt The Massacre at Paris beschouwd als zijn gevaarlijkste stuk, want Londense agitatoren vonden in het verhaal de aanleiding om moorden op vluchtelingen uit de Lage Landen te verdedigen.
The Tragical History of Doctor Faustus (ca. 1592, gepubliceerd in 1604), gebaseerd op het Duitse Faustbuch, was de eerste toneelversie van de Faustlegende die het verhaal vertelt van een geleerde die zijn ziel verkoopt aan de duivel.
Marlowes stukken waren immens populair, niet in de laatste plaats omdat de beroemde acteur Edward Alleyn meespeelde. De rollen van hooghartige personages als Tamburlaine, Faustus en Barabas werden waarschijnlijk speciaal voor hem geschreven. Marlowes stukken vormden in de jaren 1590 de basis van het repertoire van Alleyns toneelgezelschap, The Admiral's Men.

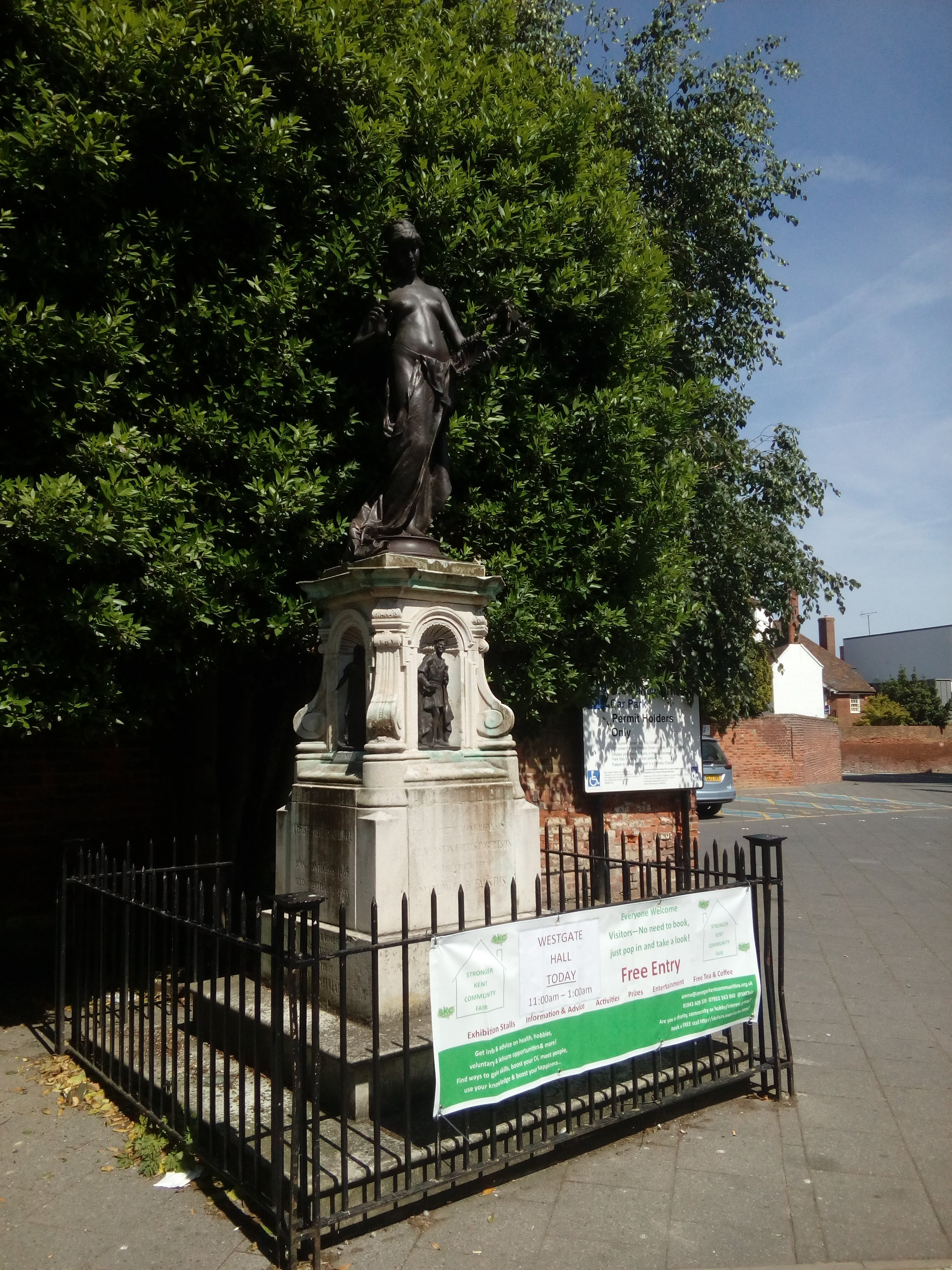
Het 'Marlowe Memorial Statue' naast het Marlowe Theater in Canterbury

Marlowe schreef ook poëzie, waaronder een niet voltooid episch gedicht Hero and Leander dat in 1598 werd gepubliceerd met een vervolg door George Chapman), de populaire tekst The Passionate Shepherd to His Love, vertalingen van Ovidius' Amores en het eerste boek van Marcus Annaeus Lucanus' Pharsalia.
De twee delen van Tamburlaine werden gepubliceerd in 1590. Alle andere werken van Marlowe werden postuum gepubliceerd. In 1599 werd zijn Ovidius-vertaling verboden en kopieën werden zelfs publiekelijk verbrand als onderdeel van de strijd die aartsbisschop Whitgift leverde tegen aanstootgevend materiaal.

## Stijl en invloeden
Al in zijn studententijd schreef hij Tamburlaine. Toen al viel zijn stijl van schrijven in blanke verzen op. Het blanke vers bestond al vóór hem, maar Marlowe maakte het veel krachtiger. Hij bevrijdde het van het wat brave rijmende couplet en liet zijn personages vloeiend ritmische lijnen vertolken in jambische pentameters (met Nederlandse vertaling van Albert Verwey, 1888):

| Stand still, you ever-moving spheres of heaven,                          | Staat stil, gij sferen, die altijd beweegt,          |
| That time may cease, and midnight never come;                            | Dat de tijd stoppe' en middernacht nooit komt;       |
| Fair nature's eye, rise, rise again, and make                            | Oog van dit mooi heelal, rijs weer en maak           |
| Perpetual day; or let this hour be but                                   | Een eeuw'gen dag; of dat dit uur geen uur,           |
| A year, a month, a week, a natural day,                                  | Maar 'n jaar, een maand, een week, éen dag maar zij, |
| That Faustus may repent and save his soul!                               | Dat Faustus tijd voor boete heeft en behoud!         |
| — The Tragical History of the Life and Death of Doctor Faustus scene 14. |                                                      |

Zijn tijdgenoot en collega Ben Jonson roemde "Marlowe's mighty line" waarmee hij de Engelse poëzie had verrijkt.
Vele schrijvers na hem, onder wie Shakespeare, volgden hem hierin na. The Jew of Malta behandelt min of meer hetzelfde thema als Shakespeares The Merchant of Venice.
Bekend is hij ook als schrijver van het eerste historische stuk in de Engelse literatuur: Edward II. 'The tragical history of dr. Faustus' was zoals al gezegd de eerste toneelversie van het Faust-verhaal.

## Marlowe en Shakespeare
Marlowe is een van de kandidaten die naar voren werden geschoven door een groep anti-Stratfordians, die geloven dat hij de echte auteur is van Shakespeares werken. Inmiddels is er in academische kringen echter nog weinig steun voor theorieën die een andere auteur dan de bard van Stratford veronderstellen.

## Werken

### Toneel
- Doctor Faustus
- The Jew of Malta
- Tamburlaine
- Edward II
- The Massacre at Paris
- Dido, Queen of Carthage

### Poëzie
- The Passionate Shepherd to His Love
- Hero and Leander (1593, in 1598 voltooid door George Chapman)

- Bibsys: 90054477
- Biblioteca Nacional de España: XX933429
- Bibliothèque nationale de France: cb119146460 (data)
- Catàleg d'autoritats de noms i títols de Catalunya: 981058512375806706
- CiNii: DA00856114
- Gemeinsame Normdatei: 118578065
- International Standard Name Identifier: 0000 0001 2126 621X
- KulturNav: 72c1e614-7b5d-41ab-9830-542f51ea288c
- Library of Congress Control Number: n78088956
- Nationale Bibliotheek van Letland: 000143609
- MusicBrainz: dca9d13e-61d9-41ca-b356-bc6b237e20ad
- Bibliotheek van het Japanse parlement: 00448884
- Nationale Bibliotheek van Tsjechië: jn19990005411
- Nationale bibliotheek van Australië: 35328928
- Nationale Bibliotheek van Israël: 987007265050505171
- Nationale Bibliotheek van Polen: a0000001223667
- Nationale en Universitaire bibliotheek Zagreb: 000007328
- Nederlandse Thesaurus van Auteursnamen: 068366442
- Istituto Centrale per il Catalogo Unico: CFIV006323
- LIBRIS: 236006
- SNAC: w6dv1k85
- Système universitaire de documentation: 027010856
- Trove: 913523
- Virtual International Authority File: 32000005
- WorldCat: E39PBJdgVWHtym4MrPJYc4mw4q